# Gusti Wolf
Gusti Wolf (Wenen, 11 april 1912 - Wenen, 5 mei 2007) was een Oostenrijks actrice.
Wolf maakte in 1934 haar debuut in het Burgtheater; daarna ging ze verder naar Ostrava, München en Berlijn.
Haar filmdebuut maakte Wolf in 1937. Ze speelde hoofdzakelijk gastrollen in films van Universum Film AG. Na de Tweede Wereldoorlog zette ze haar filmcarrière voort door samen te spelen met collega`s als Hans Moser, Susi Nicoletti, Johannes Heesters, Marika Rökk en Oskar Sima. Ook speelde ze in televisieseries als Der alte Richter (1969-1970), Kottan ermittelt (1981-1983), Wenn das die Nachbarn wüßten (1990-1992) en had gastrollen in Derrick, Tatort en Commissaris Rex.
Wolf overleed op 15 mei 2007, ze was niet getrouwd geweest en had geen kinderen.